# Инчхон Мунхак
«Инчхо́н Мунха́к» — многофункциональный стадион с беговой дорожкой в Инчхоне в провинции Кёнгидо, Южная Корея.
Специально построен для чемпионата мира по футболу 2002 года в Южной Корее и Японии. Вместимость во время турнира Кубка мира составляет 52 179 зрительских мест. Строительство началось 20 июля 1994 года. Официальное открытие спортивного сооружения состоялось 2 декабря 2001 года. Стоимость строительства составила 327,7 млрд. вон, в пересчёте это примерно 216 миллионов евро. Первоначально назывался «Инчхон Уорлд Кап Стэдиум».
Сегодня на арене всё ещё есть 50 256 мест, из которых 49 256 под крышей. Мембрана крыши натягивается стальными тросами над 24 балками крыши и была разработана инженерами «Schlaich Bergermann Partner».
Наряду с 61 ложей на 230 мест, имеется также 352 бизнес-места и 306 мест для посетителей с ограниченными возможностями. Для журналистов имеется 400 рабочих мест со столом и телефоном, также имеется 297 мест для комментаторов и 100 для фотографов. Вокруг стадиона имеется 4559 парковочных мест, а ближайшая станция метро находится в 500 метрах. 
В 2005 году стадион принимал Чемпионат Азии по лёгкой атлетике. В 2014 году на арене проходил ряд матчей футбольного турнира XVII Азиатских игр. Здесь же проходили церемонии открытия и закрытия Азиатских Пара-Игр 2014, а также финал Чемпионата мира по League of Legends 2018.

## Чемпионат мира по футболу 2002
На стадионе прошли 3 матча Чемпионата мира по футболу 2002. Средняя посещаемость на стадионе: 46880 болельщиков.
| # | Дата    | Соперник 1 | Результат | Соперник 2       | Турнир         |
| - | ------- | ---------- | --------- | ---------------- | -------------- |
| 1 | 9 июня  | Коста-Рика | 1-1       | Турция           | Групповой этап |
| 2 | 11 июня | Дания      | 2-0       | Франция          | Групповой этап |
| 3 | 14 июня | Португалия | 0-1       | Республика Корея | Групповой этап |